# Софи Манк
Софи Шарлин Акланд Манк (енгл. Sophie Charlene Akland Monk; Квинсленд, 14. децембар 1979) је аустралијска певачица, глумица, манекенка и водитељка.

## Биографија
Рођена је Енглеској, али се убрзо након рођења са родитељима сели у Квинсленд у Аустралији. Била је члан женског поп састава Bardot, а соло је каријеру започела 2003. године објављивањем албума Calendar Girl. Као глумица је наступила у филмовима Date Movie, Click и Sex and Death 101.

## Каријера
Професионалну музичку каријеру је започела 1999. године када се пријавила на аудицију у ТВ-емисији
Popstars у којој су се тражиле девојке са вокалним и плесним искуством. Манкова је изабрана за чланицу поп састава Bardot. Убрзо након распада групе, Манкова објављује дебитантски сингл Inside Outside, а у мају 2003. године и албум назван Calendar Girl.
На филму је први пут наступила 2006. године у улози кокетне и заводљиве Енди у комедији Date Movie. У јуну 2006. добила је мању улогу у филму Click као заводљива секретарица Стејси.

## Дискографија

### Студијски албуми
| Година | Назив | Издавач |
| ------ | ----- | ------- |
| 2003.  |       |         |

### Синглови
| Година | Назив | Издавач |
| ------ | ----- | ------- |
| 2002.  |       |         |
| 2003.  |       |         |
| 2003.  |       |         |

## Филмографија
| Улоге Софи Манк |                |               |                 |          |
| Година          | Српски назив   | Изворни назив | Улога           | Напомена |
| 2004.           |                |               | Мерилин Монро   |          |
| 2005.           |                |               | Лорен           |          |
| 2006.           |                |               | Енди            |          |
| 2006.           |                |               | Стејси          |          |
| 2007.           |                |               | Синтија Роуз    |          |
| 2009.           |                |               | Мејсон          |          |
| 2009.           | Крваве планине |               | Алекса Конканон |          |
| 2010.           |                |               | Брук            |          |
| 2010.           |                |               | Принцеза Елен   |          |
| 2011.           |                |               | Линдси Грин     |          |